# Exposition de Gauguin au Salon des XX 1889
L'exposition de Paul Gauguin au Salon des XX en 1889 est la première exposition importante d'œuvres de Paul Gauguin et s'ajouta à la reconnaissance qu'il avait commencé à recevoir en 1888. L'exposition annuelle était organisée par Les XX et la participation était uniquement sur invitation. L'exposition de Gauguin comprenait des peintures de la Martinique, de Bretagne et d'Arles. Bon nombre d'entre elles peuvent être facilement identifiées, mais la discussion n'est pas encore close pour plusieurs points. 

## Contexte
Après le retour de Gauguin de la Martinique fin novembre 1887, il trouva un soutien auprès de Theo van Gogh, qui montra les travaux récents de Gauguin aux Caraïbes de décembre 1887. Depuis lors, Gauguin considérait évidemment Theo van Gogh comme son revendeur et promoteur, et Gauguin. également maintenu en contact avec le frère de Théo Vincent. Lorsque Gauguin accepte finalement la proposition de vivre et de travailler côte à côte avec Vincent à Arles, il envoie d'abord une série d'œuvres récentes à Théo à Paris, qui l'expose avec le premier lot de peintures envoyé d'Arles en novembre 1888. Autour de Cette fois, Gauguin reçut également l'invitation d'exposer avec Les XX à Bruxelles, en février 1889. 
Theo van Gogh avait transmis l'invitation d'Octave Maus à Gauguin, alors que celui-ci était déjà à Arles. Vers la même époque, Gauguin apprit qu'un collectionneur nommé Depuis avait accepté d'acheter les La Ronde des petites Bretonnes (à condition que l'artiste apporte une modification mineure), que deux autres de ses toiles avaient définitivement été vendues et, ce qui est peut-être le plus significatif pour Gauguin, Edgar Degas avait l'intention d'acheter l'une de ses peintures. Gauguin a écrit à son ami Émile Schuffenecker pour lui annoncer la bonne nouvelle de son invitation des XX. Peu après, Édouard Dujardin de La Revue indépendante l'invita à exposer dans leurs salles. Gauguin rejette rapidement cette invitation en raison d'une critique de Félix Fénéon parue dans la Revue près d'un an auparavant dans laquelle l'artiste avait été qualifié de grièche.   

### Envoi de Gauguin de Pont-Aven
Dans les jours précédant son départ pour Arles, Gauguin avait probablement envoyé à Theo van Gogh, à Paris, l'intégralité de son œuvre exécutée depuis son arrivée à Pont-Aven : le récent catalogue raisonné de Daniel Wildenstein recense au total plus de cinquante tableaux. Six d'entre eux ont ensuite été inclus dans la sélection de Gauguin pour Les XX, 1889.

### Les envois de Gauguin à partir d'Arles
Le 13 novembre, Theo écrit à Gauguin que deux peintures sont déjà vendues et qu'une troisième, La Ronde des petites Bretonnes, aurait besoin d'une retouche mineure. Environ dix jours plus tard, cette retouche est terminée et le tableau prêt à être renvoyé à Paris, accompagné de quatre tableaux récemment exécutés à Arles. 
1. Les danseuses
2. Un café de nuit
3. Paysage ou les trois grâces au temple de Vénus
4. Les cochons
5. Le vendange ou la pauvreté

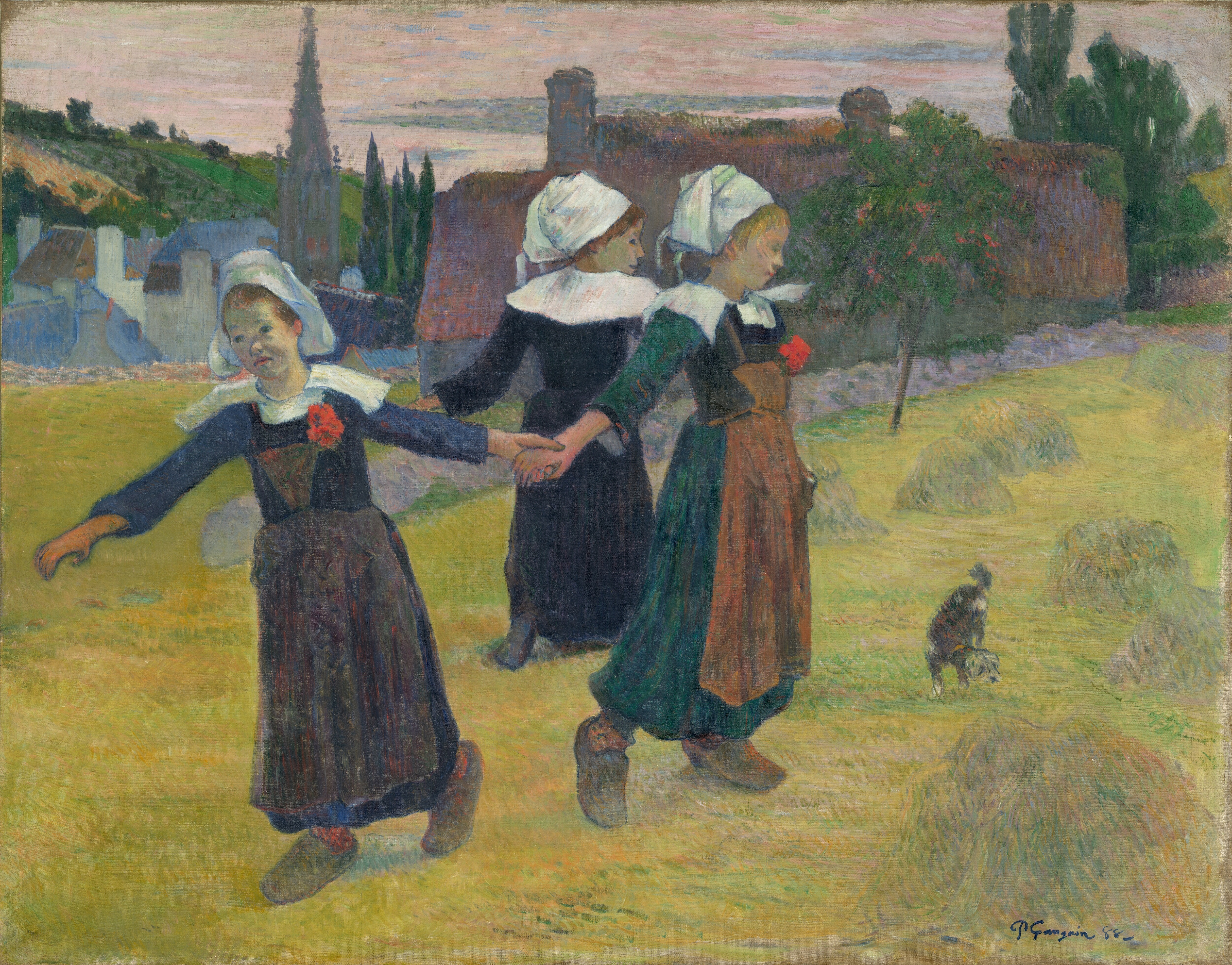
1. Les Danseuses (1888). Galerie nationale d'art, Washington
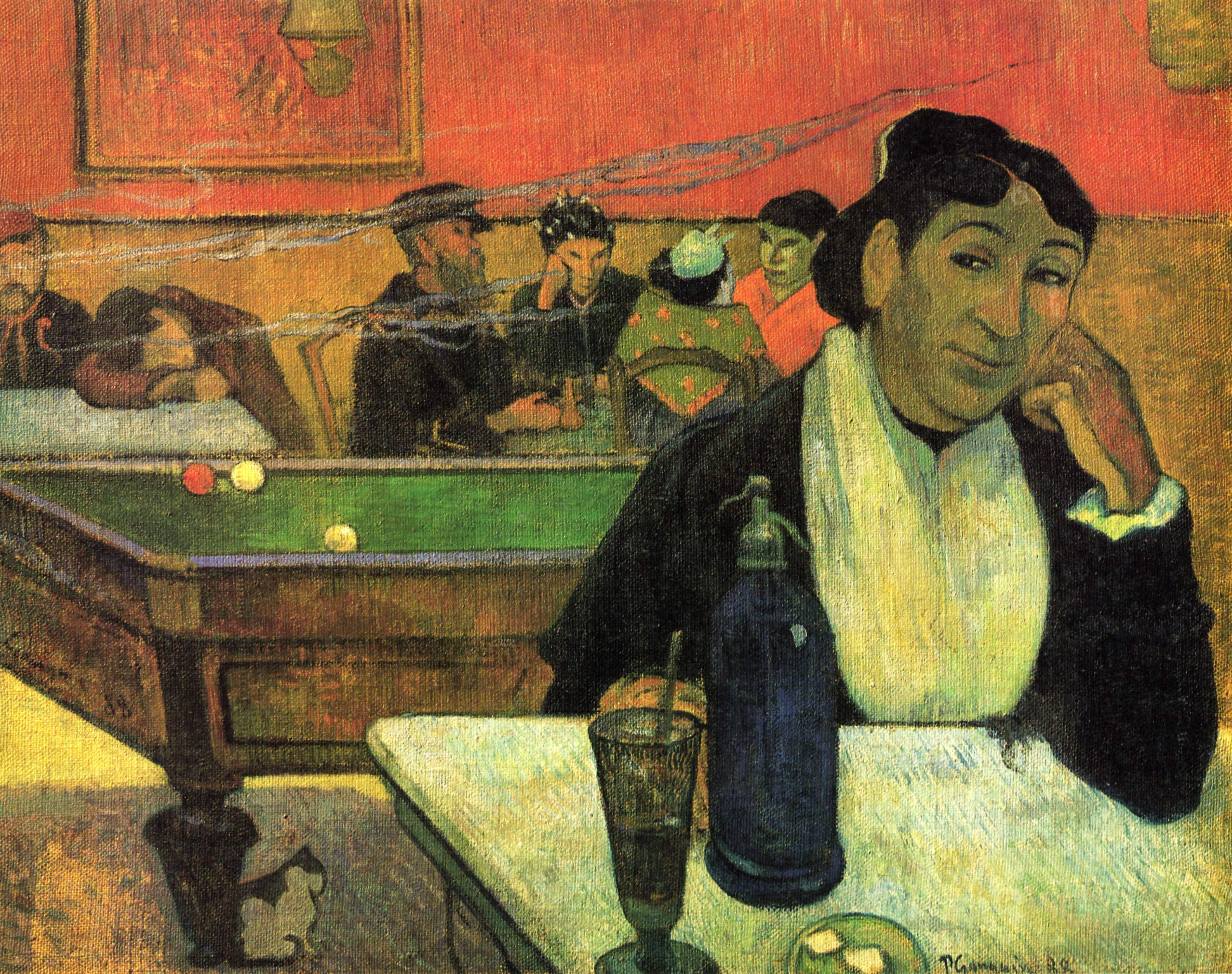
2. Un café de nuit (1888).
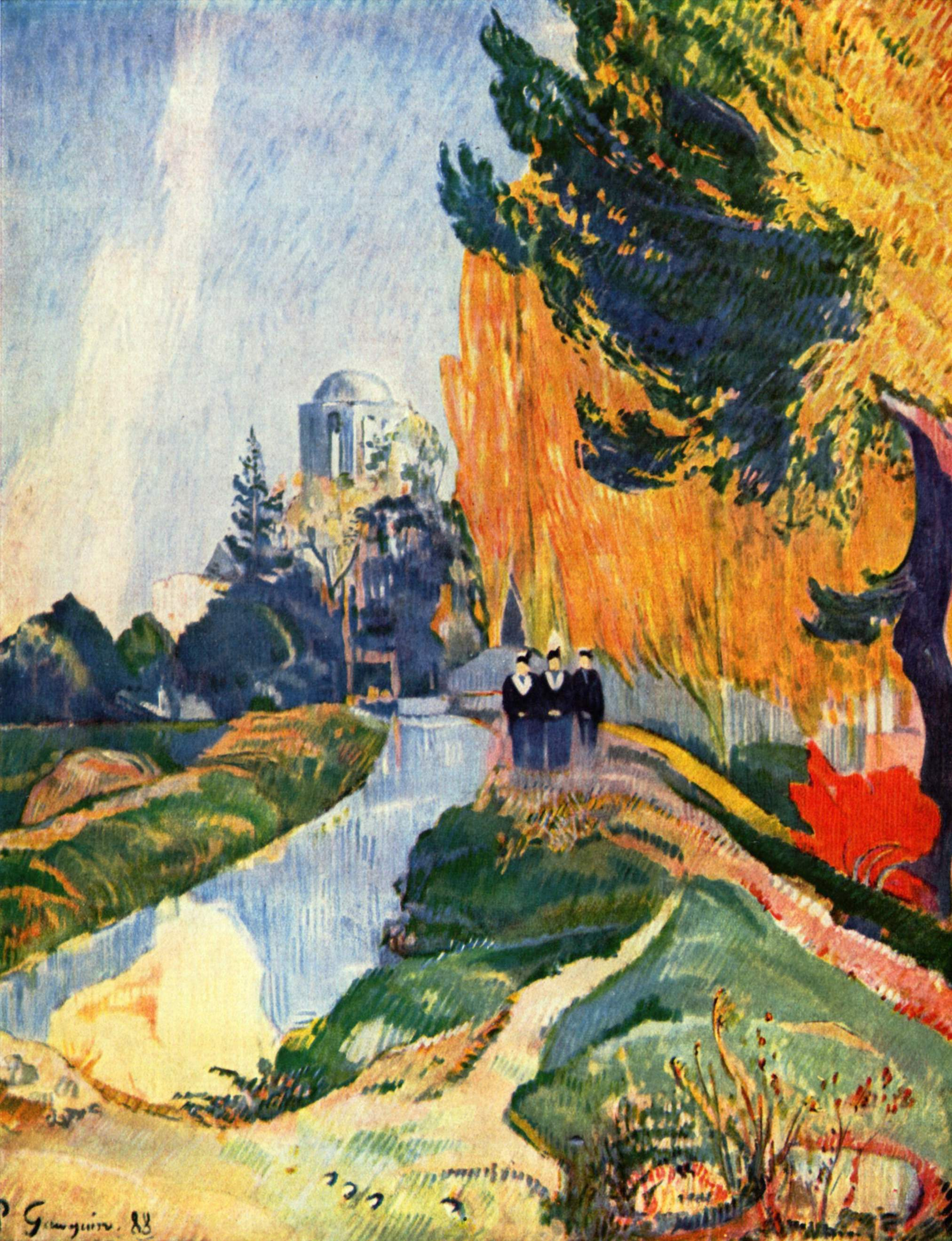
3. Paysage ou les trois grâces au temple de Vénus (1888). Musée d'Orsay, Paris

La deuxième et dernière expédition d'Arles de Gauguin a coïncidé avec son départ d'Arles, fin décembre 1888. À l'évidence, il n'a laissé que quelques études mineures à la Maison Jaune — qu'il offre maintenant à Vincent van Gogh en échange de la version majeure du Tournesol - — et de ses Masques et gants d'armes. Vincent a catégoriquement refusé. À cette époque, son frère avait déjà acquis le portrait de Vincent, Le Peintre des tournesols de Gauguin.

## La sélection de Gauguin
| La sélection de Gauguin |                                      |                                      |                                                     |
| Image                   | Les XX 1889 entrée au catalogue      | Notebook entrée                      | Emplacement actuel                                  |
|                         | 1. Aux Mangos (Tropiques).           | 1 mangue Vangog (! )                 | Musée Van Gogh, Amsterdam                           |
|                         | 2 Conversation (Tropiques).          | 2 tropiques 600                      |                                                     |
|                         | 3 Paysage breton.                    | 3 Paysage Breton 2 femmes 500        | Collection privée                                   |
|                         | 4 Breton et veau.                    | 4 Breton et veau hiver 500           | Ny Carlsberg Glyptotek, Copenhague                  |
|                         | 5 Berger et bergère.                 | 5 berger et bergère. 2 voix 500      | Musées royaux des beaux-arts de Belgique, Bruxelles |
|                         | 6 Lutteurs en herbe.                 | 6 lutteurs 500 (ou 800)              | Collection privée                                   |
|                         | 7. Vision du sermon.                 | 7 vision du Sermon 1000              | Galerie nationale d'Écosse, Edimbourg               |
|                         | 8 En pleine chaleur.                 | 8 En pleine chaleur 1000             | Collection privée                                   |
|                         | 9 Misères humaines.                  | 9 Misères humaines 1500              | Ordrupgaard, Charlottenlund                         |
|                         | dix. Au presbytère.                  | 10 Au presbytere (87) 500 (! )       |                                                     |
|                         | 11 Le mas.                           | 11 Les mas. 500 (! )                 |                                                     |
|                         | 12 "Vous y passerez, la belle!" (! ) | 12 Vous y passerez la belle 500 (! ) | Ordrupgaard, Charlottenlund                         |

Le différend sur l'identification des éléments inclus se poursuit. 

### Voir également
- Exposition de Vincent van Gogh aux XX, 1890

## Ressources